# Kaito Chida
Kaito Chida (japanisch 千田 海人 Chida Kaito; * 17. Oktober 1994 in Sendai) ist ein japanischer Fußballspieler.

## Karriere
Chida erlernte das Fußballspielen in der Jugendmannschaft von Vegalta Sendai und der Universitätsmannschaft der Kanagawa-Universität. Seinen ersten Vertrag unterschrieb er 2017 bei Blaublitz Akita. Der Verein spielte in der dritthöchsten Liga des Landes, der J3 League. Mit Blaublitz feierte er 2020 die Meisterschaft der dritten Liga und den Aufstieg in die zweite Liga. Nach fast 150 Ligaspielen wechselte er im Januar 2023 zum ebenfalls in der zweiten Liga spielenden Tokyo Verdy. Am Ende der Saison 2023 wurde er mit Verdy Tabellendritter. In den Aufstiegsspielen konnte man sich durchsetzen und stieg in die erste Liga auf.

## Erfolge
Blaublitz Akita
- Japanischer Drittligameister: 2020  ▲